# Punta de Trafalgar
Punta de Trafalgar este o arie protejată (arie specială de conservare — SAC, sit de importanță comunitară — SCI) din Spania întinsă pe o suprafață de 665,41 ha, integral pe uscat.

## Localizare
Centrul sitului Punta de Trafalgar este situat la coordonatele 36°10′33″N 6°02′16″W / 36.1759°N 6.0377°V.

## Înființare
Situl Punta de Trafalgar a fost declarat sit de importanță comunitară în ianuarie 2001 pentru a proteja 2 specii de plante și 10 specii de animale. Situl a fost protejat și ca arie specială de conservare în iulie 2020.

## Biodiversitate
Situată în ecoregiunile marină Atlantică și mediteraneană, aria protejată conține 11 habitate naturale: Dune cu vegetație ierboasă Malcolmietalia, Recifuri, Salicornia și alte specii anuale care populează regiunile mlăștinoase și nisipoase, Dune mobile de-a lungul țărmului cu Ammophila arenaria („dune albe”), Dune cu tufărișuri sclerofile Cisto-Lavenduletalia, Lagune de coastă, Depresiuni intradunale umede, Dune de coastă fixe cu vegetație erbacee („dune gri”), Bancuri de nisip acoperite în permanență slab de apă marină, Dune de coastă cu Juniperus spp., Dehesas cu Quercus spp. perene.
La baza desemnării sitului se află mai multe specii protejate:
- plante (2): Carduus myriacanthus, Orobanche densiflora
- păsări (8): prundăraș de sărătură (Charadrius alexandrinus),  prundaș gulerat mic (Charadrius dubius), egretă mică (Egretta garzetta), pescăriță mare (Hydroprogne caspia), Larus audouinii, sitar de mal nordic (Limosa lapponica), chiră de mare (Thalasseus sandvicensis), fluierar de mlaștină (Tringa glareola)
- mamifere (1): delfin mare (Tursiops truncatus)
- reptile (1): Caretta caretta

Pe lângă speciile protejate, pe teritoriul sitului au mai fost identificate 12 specii de plante, 3 specii de amfibieni, 4 specii de mamifere, 8 specii de nevertebrate.